# Sterntor (Magdeburg)

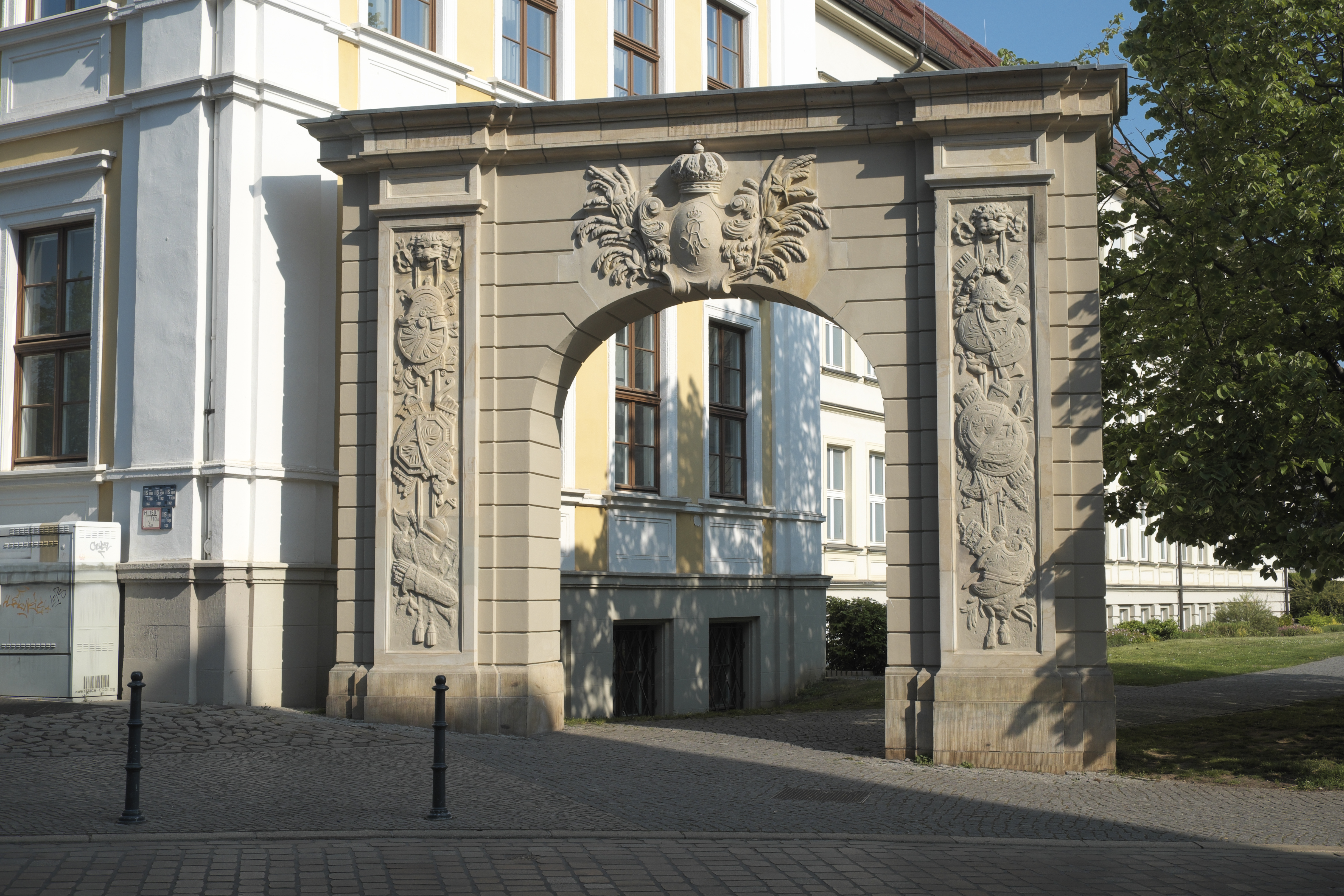
Sterntor, 2022

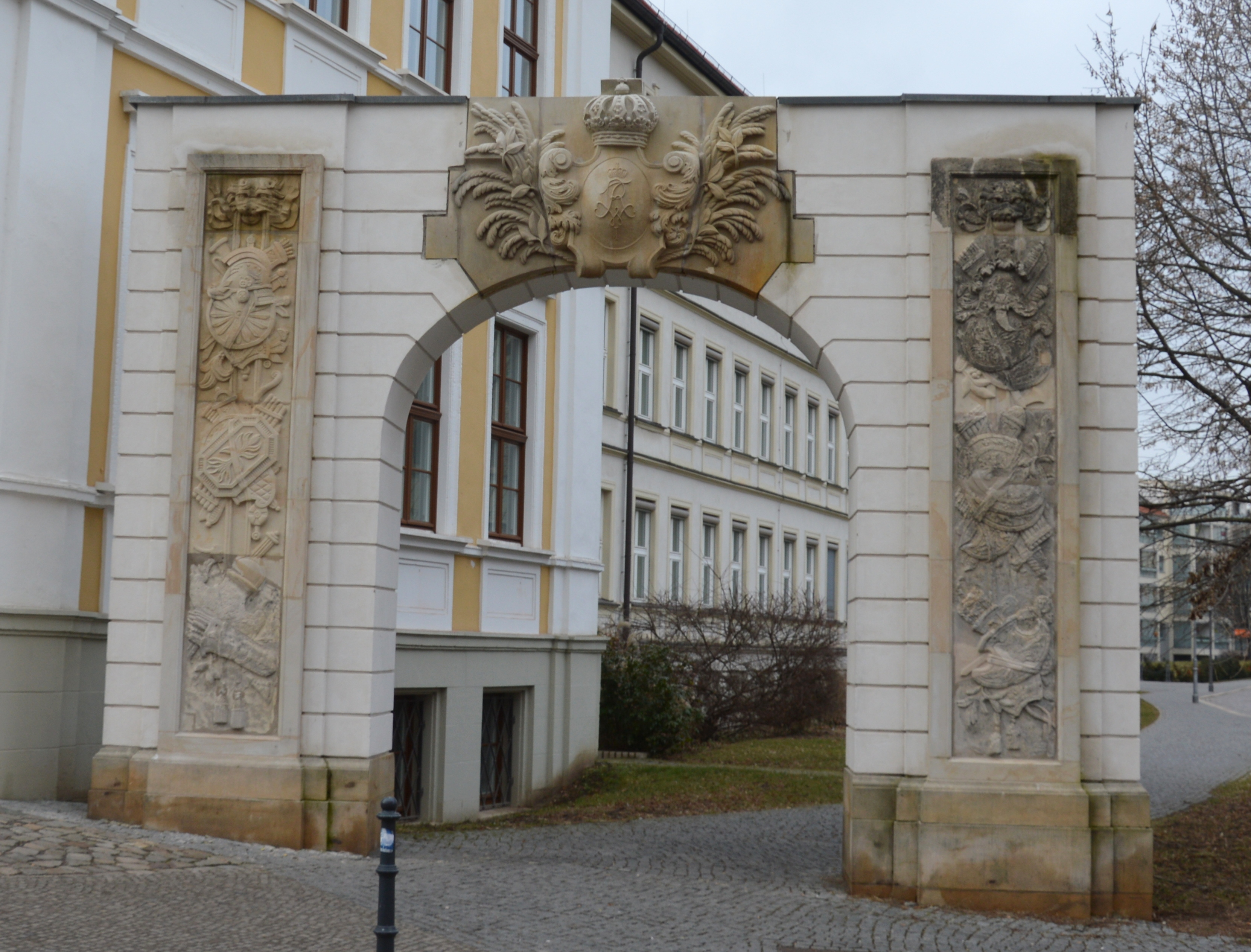
Sterntor, Blick von Süden, 2017

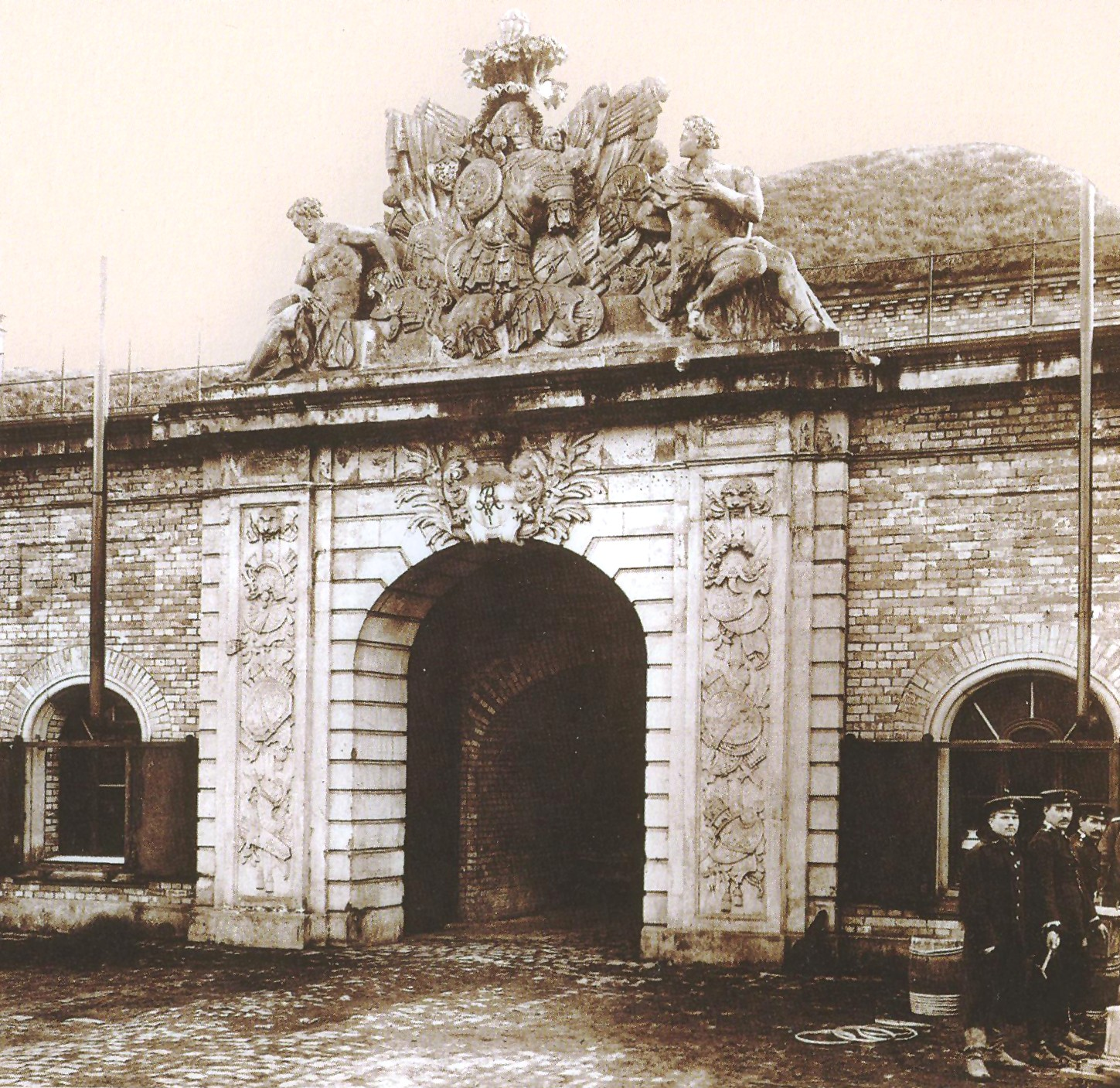
Sterntor am Fort Berge

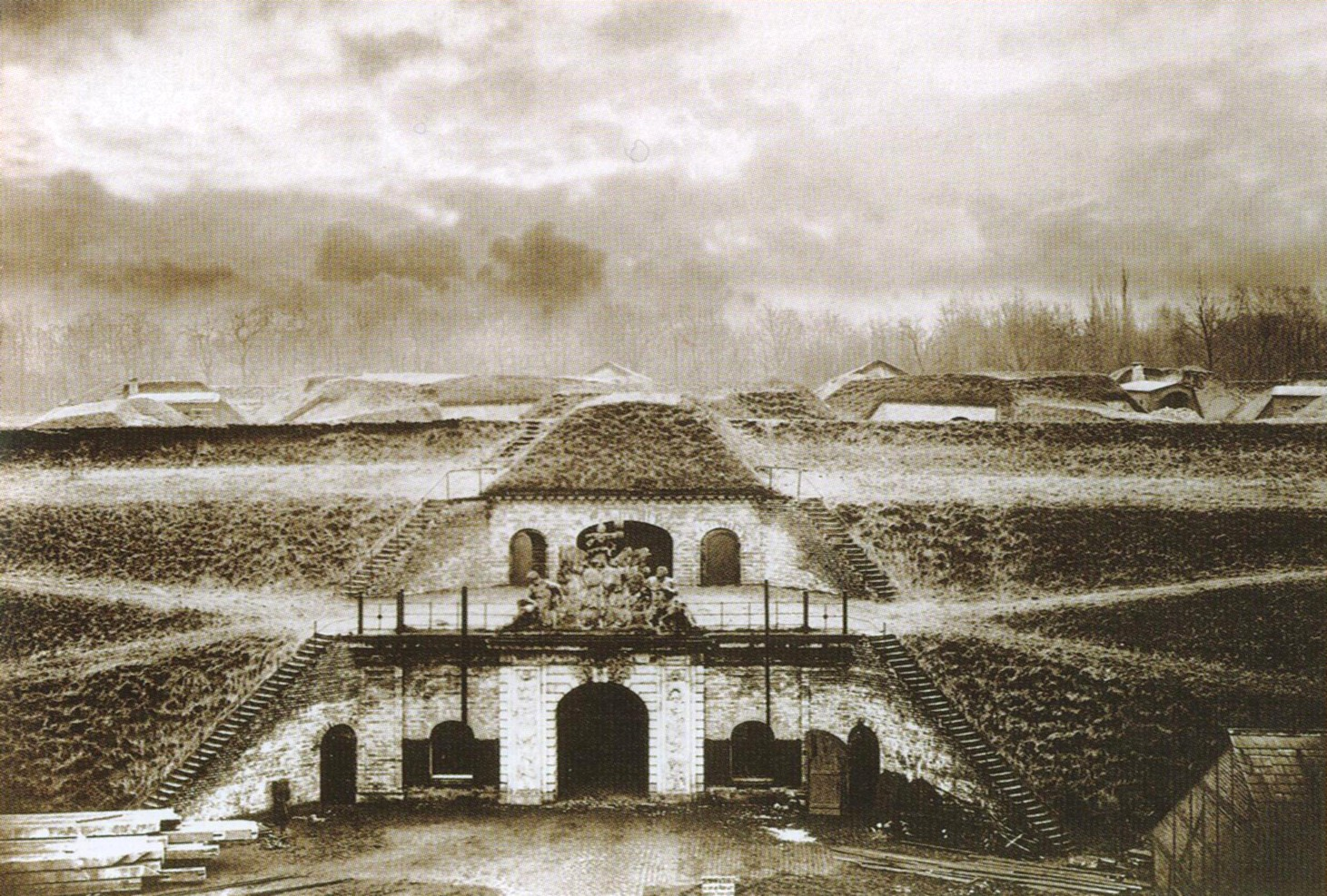
Fort Berge mit Sterntor, um 1880

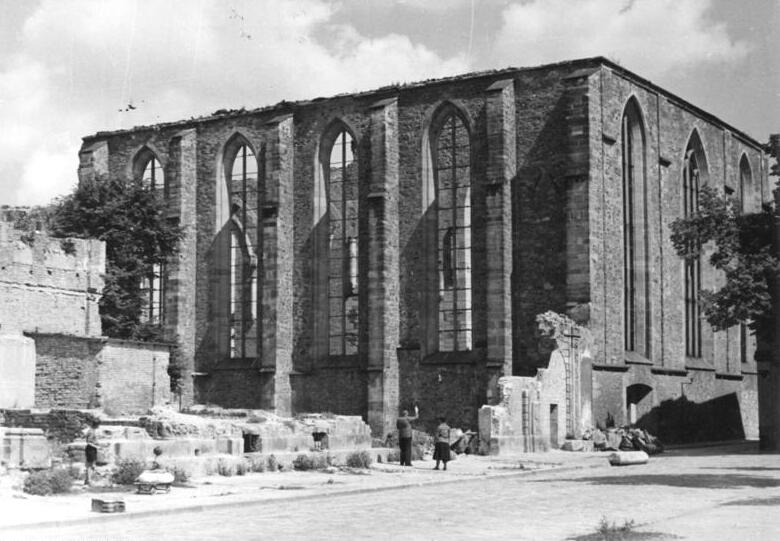
Ruine des Sterntors vor der Ruine der Sankt-Nikolai-Kirche, 1952

Das Sterntor ist eine denkmalgeschützte Toranlage in Magdeburg in Sachsen-Anhalt.

## Lage
Es befindet sich an der nordöstlichen Ecke des Domplatzes in der Magdeburger Altstadt unmittelbar östlich des zum Landtag von Sachsen-Anhalt gehörenden Gebäudes Domplatz 6.

## Gestaltung und Geschichte
Das barocke Sterntor wurde im Jahr 1723 im Auftrag des Festungsbaumeisters Gerhard Cornelius von Walrave errichtet. Es umfasste bei einer Höhe von neun Metern und einer Breite von sechs Metern ein Gewicht von 100 Tonnen und diente als nördliches Eingangstor zum inneren Ring des Fort Berge. Das Fort Berge war ein südlich Magdeburgs, etwa im Bereich südlich der heutigen Hegelstraße, gelegenes Fort der Festung Magdeburg, das aufgrund seines charakteristischen Grundrisses auch als Sternschanze bezeichnet wurde, woraus sich der noch heute gebräuchliche Name des Tores ergibt.
Im Jahr 1905 wurde das Fort Berge abgerissen, wobei das Sterntor jedoch erhalten blieb und am südlichen Ende der Hegelstraße stand. 1910 wurde dann auch das Tor abgetragen und zunächst im Vorgarten des heutigen Kulturhistorischen Museums gelagert. Es bestanden Pläne das Tor in Berlin wieder zu errichten. 1922 erfolgte daher ein Abtransport nach Berlin und Einlagerung in einem Keller auf der Berliner Museumsinsel. Später wurde das Tor jedoch wieder nach Magdeburg gebracht und dort zwischengelagert.
Unter Oberbürgermeister Fritz-August Wilhelm Markmann wurde das Tor dann zwischen der Sankt-Nikolai-Kirche und der Dompropstei an der nordwestlichen Ecke des Domplatzes, etwa zwischen heutiger Grünen Zitadelle von Magdeburg und dem Gebäude der Nord/LB, wieder aufgebaut. Während des Luftangriffs auf Magdeburg am 16. Januar 1945 wurde unter anderem auch das Sterntor schwer beschädigt.
Das zunächst notdürftig gesicherte Tor wurde dann im Jahr 1959 im Zusammenhang mit dem Abriss der Ruinen der Sankt-Nikolai-Kirche abgebaut. Die erhaltenen Teile wurden anfangs auf dem Gelände des Klosters Unser Lieben Frauen, ab 1968 bei der Paul-Schuster-KG eingelagert. 1970 bestanden Pläne zur Wiedererrichtung an der Nordwestecke des Domplatzes, die jedoch nicht umgesetzt wurden.
Im Jahr 2004 wurde ein Kuratorium zum Wiederaufbau des Sterntores gegründet. Als Standort wurde die Nordostecke des Domplatzes gewählt, da das Tor dort den Domplatz abschließt, sich in die barocken Nachbargebäude einfügt, eine Baulücke schließt und die historische Baulinie wieder aufnimmt. Durch die Überspannung eines Fußweges ist das Sterntor auch wieder als Tor erlebbar und stellt einen Zugang zum Domplatz dar. Baumeister Walrave lebte darüber hinaus etwas weiter westlich des Tores, im Haus Domplatz 9.
Die Grundfläche des neuen Standortes gehört dem Landtag von Sachsen-Anhalt, der seine Einwilligung zum Bau erteilte. Das Fundament des Tores wurde bereits Anfang 2005 im Zuge von Umgestaltungsarbeiten am Domplatz mit erstellt. Die eigentliche Grundsteinlegung erfolgte am 17. September 2008. Es wurde dann zunächst der Torkörper als Neubau neu errichtet. Das eigentliche Sterntor stand nie frei, sondern war die Schmuckverblendung der Festungsmauer, so dass der Torkörper als Neubau erstellt werden musste. Mit eingeworbenen Spenden und Lotto-Toto-Mitteln erfolgte der Bau und nachfolgend die Anbringung der historischen Sandsteinelemente, die noch immer bei der Firma Schuster eingelagert waren. Fehlende Teile wurden als neu angefertigte Elemente ergänzt. Die Schmuckseite wurde dabei nach Süden zum Domplatz hin ausgerichtet. Eine verzierte Rückseite gehörte auch historisch nicht zum Sterntor.
Im Juni 2015 wurde die mit preußischem Wappen, Krone und Farnwedeln verzierte, 500 Kilogramm schwere Kartusche in das Portal eingefügt. 2017 ist die Erstellung einer Zinkblechabdeckung vorgesehen.
Derzeit (Stand 2021) fehlt noch die sechs Meter breite und drei Meter hohe Bekrönung des Tors aus Sandsteinelementen. Auch diese Elemente sind jedoch nur zum Teil, in Form von zwei großen Köpfen, im Original erhalten und bei der Firma Schuster eingelagert. Auch insoweit sollen die fehlenden Teile ergänzt werden. Der Fortgang der Arbeiten ist vom Vorhandensein ausreichender Spendenmittel abhängig. Mit größeren Zuwendungen beteiligten sich die Volksbank Magdeburg, die Rotkäppchen-Mumm Sektkellerei und die Stadtsparkasse Magdeburg.
Im Denkmalverzeichnis des Landes Sachsen-Anhalt ist die Toranlage unter der Erfassungsnummer 094 71182 als Baudenkmal verzeichnet.